# Pararhopaea callabonnensis
Pararhopaea callabonnensis är en skalbaggsart som beskrevs av Blackburn 1894. Pararhopaea callabonnensis ingår i släktet Pararhopaea och familjen Melolonthidae. Inga underarter finns listade i Catalogue of Life.